# Céphalion
Coenonympha darwiniana
Espèce
Le céphalion (Coenonympha darwiniana) est un papillon appartenant à la famille des Nymphalidae, à la sous-famille des Satyrinae et au genre  Coenonympha.

## Dénomination
Coenonympha darwiniana a été nommé par Otto Staudinger en 1871.

### Noms vernaculaires
Le Céphalion se nomme Darwin's Heath en anglais.

## Description
Le Céphalion présente un dessus de couleur orangée bordé de marron clair pour les antérieures, marron clair  pour les postérieures, les ailes étant bordées d'une frange blanche.
Le revers des antérieures est semblable, orangé avec un petit ocelle noir pupillé de blanc cerné de jaune orangé à l'apex. Les postérieures ont une ornementation caractéristique, une bande postmédiane blanc crème irrégulière que double une ligne de gros ocelles noirs pupillé de blanc cernés de jaune orangé.

## Biologie

### Période de vol et hivernation
Il vole en une génération, de juin à août.

### Plantes hôtes
Ses plantes hôtes sont diverses graminées.

## Écologie et distribution
Il est présent uniquement en Europe dans le sud des Alpes, en France, Suisse et Italie,.
En France métropolitaine il est présent dans les Alpes-de-Haute-Provence et les Alpes-Maritimes. Il serait aussi présent dans les Hautes-Alpes

### Biotope
Il réside dans les lieux herbus fleuris.

### Protection
Il ne bénéficie pas de statut de protection particulier.